# Dario Seixas
Dario Seixas né le 11 mars 1971 à Niterói au Brésil était le bassiste du groupe FireHouse.

## Discographie

### FireHouse
- Prime Time (2003)